# Бахмацька міська рада
Ба́хмацька міська́ ра́да — адміністративно-територіальна одиниця та орган місцевого самоврядування Бахмацької міської громади в Ніжинському районі Чернігівської області. Адміністративний центр — місто Бахмач.

## Історія
Селище Бахмач — з 1781 року, місто Бахмач — з 1938 року.

## Населені пункти
Міській раді підпорядковані 1 місто (Бахмач), 3 селища та 36 сіл.

## Склад ради
Рада складається з 26 депутатів та голови.
- Голова ради: Шимко Павло Миколайович
- Секретар ради: Левченко Ірина Василівна

### Керівний склад попередніх скликань
| Прізвище, ім'я, по батькові | Основні відомості                                                                                | Дата обрання | Дата звільнення |
| --------------------------- | ------------------------------------------------------------------------------------------------ | ------------ | --------------- |
| Поліщук Олег Васильович     | Міський голова, 1972 року народження, член Християнсько-демократичної партії України             | 26.03.2006   | 31.10.2010      |
| Шимко Павло Миколайович     | Міський голова, 1971 року народження, освіта вища, член Всеукраїнського об'єднання «Батьківщина» | 31.10.2010   |                 |

Примітка: таблиця складена за даними сайту Верховної Ради України

### Депутати
За результатами місцевих виборів 2015 року депутатами ради стали:

#### За суб'єктами висування
| Суб'єкт висування                                       | Кількість обраних депутатів | %     |
| ------------------------------------------------------- | --------------------------- | ----- |
| Політична партія "Наш край"                             | 6                           | 23.08 |
| Політична партія Всеукраїнське об'єднання «Батьківщина» | 5                           | 19.23 |
| Радикальна партія Олега Ляшка                           | 5                           | 19.23 |
| БПП "СОЛІДАРНІСТЬ"                                      | 3                           | 11.54 |
| Всеукраїнське об'єднання "Свобода"                      | 3                           | 11.54 |
| УКРАЇНСЬКЕ ОБ'ЄДНАННЯ ПАТРІОТІВ – УКРОП                 | 2                           | 7.69  |
| Політична Партія "Опозиційний блок"                     | 2                           | 7.69  |